# Myrcia clarendonensis
Myrcia clarendonensis là một loài thực vật thuộc họ Myrtaceae. Đây là loài đặc hữu của Jamaica.